# 兼平信孝
兼平 信孝（かねひら のぶたか）は、江戸時代前期の弘前藩士。

## 生涯
兼平信秋の子として誕生。慶長14年（1609年）、弘前城の築城や城下町の造成に関わった。
元和5年（1619年）、国替え騒動の際にも服部康成と共に功績があった。この際、隠居していた祖父・綱則が城に押しかけ、国替えに断固反対をしたと伝わる。
寛永2年(1625年）、父の死で家督1,200石を継ぎ、津軽姓を許された。後500石を加増され、家老となった。寛永8年（1631年）、船橋長真らと軋轢が生じ、寛永10年（1633年）家老を免職された。翌寛永11年（1634年）には津軽氏の重臣の多くを巻き込んだ大騒動（船橋騒動）に発展した。幕府の裁定により、寛永13年（1636年）、乳井建定と共に長府藩の毛利秀元預けとなった。
後に祖父・綱則の末子・源八が後を継ぎ、兼平氏は再興された。